# Monte Cefalo
Monte Cefalo con i suoi 543 metri rappresenta il rilievo principale situato a nord di Gaeta. 
In particolare, questa cima carsica costituisce una direttrice nord-ovest/sud-est che domina a sud il Golfo ed a Nord Itri, la piana adiacente e fronteggia i più alti rilievi della Catena Occidentale degli Aurunci. 

## L'origine del nome
Il nome del monte deriva da un'antica tradizione marinara che vuole vedere nella forma affusolata della cima il profilo d'un grosso pesce pescato nel Golfo adiacente.

## Vie di salita
Per l'escursionista non esperto arrivare sul Cefalo non è particolarmente agevole per l'assenza di sentieri segnati. In ogni caso, venendo da Gaeta basta imboccare la Via Monte Lauro e percorrere la panoramica cresta che conduce al Monte Carbonaro; giunti in prossimità di questa cima si scende lungo la verde sella che separa i due rilievi e si può risalire per un sassoso crinale popolato in primavera da praterie di asfodeli. Sulla cima è agevole arrivare anche dall'abitato di Itri. 
Il panorama dalla Cresta è sorprendente; veduta aerea sulla piana di Rignano, Campitello e Pontone, riconoscibilissimi i 25 ponti dove un tempo transitava la linea Formia-Gaeta, e la piana di Vindicio. La Catena Occidentale degli Aurunci da qui trasmette la sensazione di raggiungere discrete altitudini, a causa del profondo dislivello. L'abitato di Itri e il Santuario della Madonna della Civita spiccano a nord-ovest; ad ovest sono riconoscibili i Monti Ausoni, la Piana di Fondi, Terracina e l'inconfondibile sagoma del Circeo. A sud il panorama si apre a 360° sul Golfo con Gaeta dietro la cima del Monte Carbonaro, Ischia un po' più a sud di Monte Orlando e, nei giorni più tersi, l'Arcipelago Pontino, con Santo Stefano e Ventotene verso Ischia, Palmarola, Zannone e Ponza verso il Circeo.